# Kim Byung-suk
Kim Byung-Suk (Seoel, 17 september 1985) is een voormalig Zuid-Koreaans voetballer.

## Carrière
Kim Byung-Suk speelde tussen 2007 en 2012 voor Vitória Setúbal, Montedio Yamagata, Sagan Tosu en Al-Nassr. Hij tekende in 2012 bij Daejeon Citizen.